# Boothby
Boothby är en udde i Antarktis. Den ligger i Östantarktis. Australien gör anspråk på området.
Terrängen inåt land är varierad. Havet är nära Boothby åt nordost. Trakten är obefolkad. Det finns inga samhällen i närheten.